# Hariton Peak
Der Hariton Peak (englisch; bulgarisch връх Харитон wrach Chariton) ist ein 1880 m hoher und felsiger Berg im westantarktischen Ellsworthland. Am nördlichen Ende der Sentinel Range des Ellsworthgebirges ragt er 1,68 km nordöstlich des Mount Lymburner, 6,6 km südlich des Mount Liavaag und 8,25 km westnordwestlich des Mount Weems auf.
US-amerikanische Wissenschaftler kartierten ihn 1961. Die bulgarische Kommission für Antarktische Geographische Namen benannte ihn 2014 nach dem bulgarischen Priester und Freiheitskämpfer Chariton Chalatschew (1835–1876), einem der Protagonisten des Aprilaufstands von 1876.